# Zona di frattura di Owen

La zona di frattura di Owen.

La zona di frattura di Owen è una zona di frattura situata sul fondo dell'Oceano Indiano occidentale, che corre lungo il margine orientale della placca araba, separandola dalla placca indo-australiana per la maggior parte della sua estensione e dalla placca africana per una lunghezza più breve.
La zona di frattura di Owen si estende verso nord-est dalla dorsale di Carlsberg, a sud, fino al punto di incontro con la dorsale di Sheba, a est della dorsale di Aden, per poi continuare fino ad incontrare la zona di convergenza della regione di confine Iran-Pakistan, dove la crosta continentale della placca araba si sta scontrando con quella della placca euroasiatica.
In alcuni casi con "zona di frattura di Owen" si vuole indicare soltanto la parte compresa tra la dorsale di Carlsberg e la dorsale di Sheba, sebbene quella sia in effetti una faglia trasforme che fa parte della zona di frattura. A volte inoltre, quest'area è chiamata "tripla giunzione di Aden-Owen-Carslberg" nonostante l'estremità nordorientale della dorsale di Carlsberg sia piuttosto distante dal punto di incontro della faglia trasforme di cui sopra e della dorsale di Sheba.
La zona di frattura è stata così battezzata in onore della nave di ricerca HMS Owen che la identificò nell'aprile/maggio 1963.

## Batimetria e oceanografia

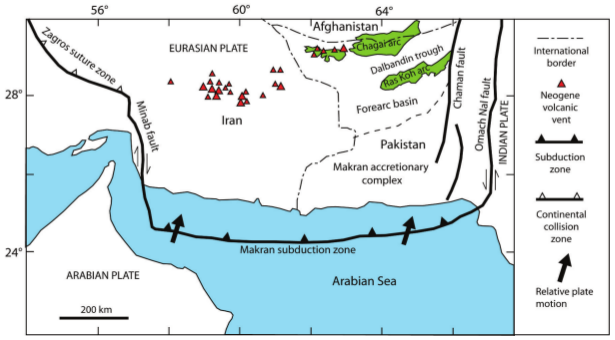
La zona di subduzione (o fossa) di Makran.

La zona di frattura di Owen si estende per circa 800 km correndo, nella sua parte settentrionale, parallelamente alla dorsale di Owen che è posizionata a ovest della zona di frattura e che, di fatto, risulta divisa in due. La parte meridionale della dorsale, lunga circa 300 km e larga al massimo 50, è una formazione quasi lineare che, nella sua parte orientale, si innalza rapidamente fino a 2000 m, con le cime più alte formate da torbiditi formatesi tra l'Oligocene e il Miocene superiore e provenienite dalla conoide dell'Indo. La parte settentrionale, invece, risulta più piatta, con un'altezza massima di 1700 m e con le cime più alte identificate nella montagna sottomarina Qalhat e nella cresta Murray.
La portata del passaggio di acqua profonda dal bacino Somalo al bacino Arabo attraverso la zona di frattura di Owen è stimata in 2 Sv; una volta giunta nel bacino Arabo, la corrente si divide in due rami, uno settentrionale e uno meridionale, che fluiscono entrambi parallelamente alla dorsale di Carlsberg.

## Tettonica delle placche
L'allargamento del fondale oceanico presso la dorsale di Sheba è iniziato all'incirca 20 milioni di anni fa, mentre la subduzione nella fossa di Makran è iniziata nel tardo Cretacico, con lo sviluppo di un prisma di accrezione formatosi dai 7,2 agli 11,6 milioni di anni fa. Trivellazioni effettuate negli anni 1970 e 1980 in entrambe le formazioni hanno rivelato una struttura oggi conosciuta come proto-dorsale di Owen risalente a 50-55 milioni di anni fa che è stata re-innalzata e rinnovata nel Miocene, tra l'Aquitaniano e il Burdigaliano, ossia tra i 23 e 16 milioni di anni fa.  Stando a una simulazione effettuata nel 1990, tra i 90 e i 60 milioni di anni fa, prima della nascita della dorsale di Carlsberg, il margine di placca tra le placche araba e indiana era situato al largo della costa dell'Oman, mentre tra il Madagascar e le Seychelles si apriva il bacino delle Mascarene, e, circa 20 milioni di anni fa, tale margine si sarebbe spostato nella sua attuale posizione, facendo emergere la dorsale di Owen.

Le deviazioni di 10-12 km lungo la zona di frattura di Owen indicano la presenza di un movimento di scivolamento verso destra risalente a 3-6 milioni di anni fa, il quale però, in base a ricostruzioni effettuate grazie allo studio delle anomalie magnetiche, può essere datato fino a 20 milioni di anni fa, e ciò coinciderebbe con una riorganizzazione generale delle placche continentali nell'oceano Indiano in risposta alla collisione tra la placca araba e la placca euroasiatica.